# Liste der Nummer-eins-Hits in Irland (1966)
Diese Liste enthält alle Nummer-eins-Hits in Irland im Jahr 1966. Es gab in diesem Jahr 19 Nummer-eins-Singles.
| Singles |
| --- |
| - The Beatles – Day Tripper / We Can Work It Out - 5 Wochen (19. Dezember 1965 – 23. Januar 1966) - Larry Cunningham – Lovely Leitrim - 2 Wochen (24. Januar – 6. Februar) - Doc Carroll & Royal Blues – Old Man Trouble - 2 Wochen (7. Februar – 20. Februar) - Nancy Sinatra – These Boots Are Made for Walkin’ - 1 Woche (21. Februar – 27. Februar) - Dickie Rock – Come Back To Stay - 4 Wochen (28. Februar – 27. März) - The Ludlows – The Sea Around Us - 4 Wochen (28. März – 24. April) - Pat Smith & The Johnny Flynn Showband – Black & Tan Gun - 2 Wochen (25. April – 8. Mai) - Manfred Mann – Pretty Flamingo - 4 Wochen (9. Mai – 5. Juni) - Frank Sinatra – Strangers in the Night - 2 Wochen (6. Juni – 19. Juni) - The Beatles – Paperback Writer - 4 Wochen (20. Juni – 17. Juli) - The Kinks – Sunny Afternoon - 1 Woche (18. Juli – 24. Juli) - Gregory & The Cadets – More Than Yesterday - 3 Wochen (25. Juli – 14. August) - The Johnstons – Travelling People - 1 Woche (15. August – 21. August) - The Beatles – Yellow Submarine / Eleanor Rigby - 2 Wochen (22. August – 4. September) - Joe Dolan – Pretty Brown Eyes - 3 Wochen (5. September – 25. September) - Dermot O’Brien – Merry Ploughboy - 6 Wochen (26. September – 6. November) - Charlie Matthews & The Royal Showband – Merry Ploughboy - 1 Woche (7. November – 13. November) - Johnny McEvoy – Mursheen Durkin - 3 Wochen (14. November – 4. Dezember) - Tom Jones – Green Green Grass of Home - 7 Wochen (5. Dezember 1966 – 22. Januar 1967) |

Siehe auch: Nummer-eins-Hits 1966 in  Australien, Belgien, Deutschland, Finnland, Frankreich, Italien, Kanada, Neuseeland, den Niederlanden, Norwegen, Österreich, Spanien, den Vereinigten Staaten und im Vereinigten Königreich.